# Список Героев Социалистического Труда (Мравинский — Мячин)
Эта страница является частью списка Героев Социалистического Труда и перечисляет в алфавитном порядке лиц, удостоенных звания Героя Социалистического Труда, чьи фамилии начинаются с буквы «М», от Мравинский до Мячин.
- Список не включает дважды и трижды Героев Социалистического Труда, а также лиц, лишённых этого звания.
- Список содержит информацию о датах жизни, роде деятельности и дате присвоения звания Героя.
- Герои, удостоенные звания посмертно, выделены в списке  серым цветом .
- Герои, сменившие фамилию после присвоения звания, приводятся в списках дважды, при этом строка с новой фамилией выделяется  бежевым цветом  и не имеет номера.

## Список людей, фамилии которых начинаются с «М»
| Навигационная таблица | Навигационная таблица |
| --------------------- | --------------------- |
| «М»                   | Маады — Макушев       |
| «М»                   | Малай — Манякин       |
| «М»                   | Мараев — Маяцкий      |
| «М»                   | Мгеладзе — Мжавия     |
| «М»                   | Мигаев — Мищихин      |
| «М»                   | Мкртычян — Мощенков   |
| «М»                   | Мравинский — Мячин    |

| №         | Фамилия, имя, отчество               | Даты жизни              | Деятельность | Дата присвоения | ГС         |
| --------- | ------------------------------------ | ----------------------- | --- | --------------- | ---------- |
| 1         | Мравинский Евгений Александрович     | 04.06.1903 — 19.01.1988 | Дирижёр симфонического оркестра Ленинградской филармонии | 04.06.1973      | [ ГС 1 ]   |
| 2         | Мрачек Владимир Ксенофонтович        | 06.08.1929 — 12.05.1993 | Директор совхоза «Первоманский» Манского района Красноярского края | 23.12.1976      | [ ГС 2 ]   |
| 3         | Мрыкин Александр Григорьевич         | 15.08.1905 — 06.10.1972 | Председатель Научно-технического комитета — первый заместитель начальника Главного управления ракетного вооружения Министерства обороны СССР, генерал-лейтенант инженерно-технической службы, гор. Москва                  | 17.06.1961      | [ ГС 3 ]   |
| 4         | Мрыхина Матрёна Абрамовна            | 20.11.1918 — 05.1992    | Трактористка совхоза «Мещеряковский» Верхнедонского района Ростовской области | 23.06.1966      | [ ГС 4 ]   |
| 5         | Мтварелишвили Леван Васильевич       | 1907 — ????             | Звеньевой колхоза села Вазисубани Гурджаанского района Грузинской ССР | 02.04.1966      | [ ГС 5 ]   |
| 6         | Мудра Марина Ивановна                | 1929 — ????             | Звеньевая Узинского свеклосовхоза Министерства пищевой промышленности СССР, Белоцерковский район Киевской области | 30.04.1948      | [ ГС 6 ]   |
| 7         | Мудракова Лариса Степановна          | 26.03.1915 — 14.02.1998 | Председатель колхоза имени Максима Горького Курского района Курской области | 23.06.1966      | [ ГС 7 ]   |
| 8         | Мудрик Сергей Никитович              | 25.09.1918 — 24.04.2003 | Председатель колхоза «Ленинский путь» Новопокровского района Краснодарского края | 23.06.1966      | [ ГС 8 ]   |
| 9         | Мудров Александр Лукьянович          | 1929—2001               | Бригадир бетонщиков строительно-монтажного поезда № 183 на строительстве железнодорожной линии Сталинск — Абакан, Хакасская автономная область Красноярского края                                                          | 19.05.1960      | [ ГС 9 ]   |
| 10        | Мудров Пётр Алексеевич               | 20.03.1920 — 21.04.2006 | Моторист завода № 24 имени М. В. Фрунзе Министерства авиационной промышленности СССР, гор. Куйбышев | 22.07.1966      | [ ГС 10 ]  |
| 11        | Мудрынин Геннадий Васильевич         | 16.12.1917 — 1998       | Токарь Воткинского машиностроительного завода Министерства оборонной промышленности СССР, Удмуртская АССР | 28.07.1966      | [ ГС 11 ]  |
| 12        | Мужавова Кавсар                      | 02.02.1911 — 06.04.1987 | Доярка колхоза имени XXII партсъезда Ленинского района Дагестанской АССР | 22.03.1966      | [ ГС 12 ]  |
| 13        | Мужичков Александр Иванович          | 05.12.1912 — 29.10.1994 | Управляющий трестом «Новомосковскхимстрой» Министерства промышленного строительства СССР, Тульская область | 30.04.1980      | [ ГС 13 ]  |
| 14        | Музыка Василий Афанасьевич           | 01.11.1919 — 04.07.2007 | Бригадир колхоза «Заря» Хмельницкого района Хмельницкой области | 23.06.1966      | [ ГС 14 ]  |
| 15        | Музыка Владимир Васильевич           | 06.01.1935 — 18.08.2013 | Командир авиационного звена 2 Хабаровского объединённого авиационного отряда Дальневосточного управления гражданской авиации Министерства гражданской авиации СССР                                                         | 04.02.1983      | [ ГС 15 ]  |
| 15.000001 | Музыка Людмила Ананьевна             | 17.02.1937 — 29.12.2016 | Доярка колхоза имени Сталина Ульяновского района Кировоградской области | 26.02.1958      | [ ГС 16 ]  |
| 16        | Музыка Николай Алексеевич            | 02.02.1927 — 06.07.1963 | Бригадир комплексной бригады штукатуров треста «Севастопольстрой» Херсонского совнархоза | 09.08.1958      | [ ГС 17 ]  |
| 17        | Музыка Николай Антонович             | 18.05.1928 — 19.10.2001 | Председатель колхоза «Украина» Килийского района Одесской области | 08.04.1971      | [ ГС 18 ]  |
| 18        | Музыка Пётр Фёдорович                | 20.05.1919 — 05.09.2000 | Комбайнёр Надаровской МТС Лозовского района Павлодарской области | 11.01.1957      | [ ГС 19 ]  |
| 19        | Музыка Яков Кириллович               | 04.11.1919 — 16.01.1996 | Шофёр 4-й автоколонны Сталинградгидростроя Министерства строительства электростанций СССР, Сталинградская область | 09.09.1961      | [ ГС 20 ]  |
| 20        | Музыченко Василий Васильевич         | 1915 — 16.08.1974       | Старший мастер Днепровского алюминиевого завода имени С. М. Кирова Запорожского совнархоза | 09.06.1961      | [ ГС 21 ]  |
| 21        | Муйдинов Махмуд                      | род. 1939               | Сварщик Ташкентского завода сельскохозяйственного машиностроения имени К. Е. Ворошилова Министерства тракторного и сельскохозяйственного машиностроения СССР                                                               | 10.03.1981      | [ ГС 22 ]  |
| 22        | Муйдинова Саходатхон                 | род. 1952               | Бригадир колхоза имени Куйбышева Мархаматского района Андижанской области | 26.02.1981      | [ ГС 23 ]  |
| 23        | Муканаков Кубай                      | 1922 — ????             | Заведующий коневодческой фермой колхоза имени Куйбышева Урдинского района Западно-Казахстанской области | 29.10.1949      | [ ГС 24 ]  |
| 24        | Муканов Александр Шарифович          | 20.09.1927 — 07.03.2007 | Комбайнёр совхоза «Кривовский» Марксовского района Саратовской области | 20.11.1958      | [ ГС 25 ]  |
| 25        | Муканов Маубас                       | 1898—1968               | Старший чабан колхоза имени Сталина Коунрадского района Карагандинской области | 23.07.1948      | [ ГС 26 ]  |
| 26        | Муканов Шаймерден                    | 16.09.1924 — 31.05.1986 | Старший чабан совхоза «Карабулакский» Зайсанского района Восточно-Казахстанской области | 22.03.1966      | [ ГС 27 ]  |
| 27        | Мукашева Кайыр                       | род. 01.05.1938         | Старший чабан совхоза «Улахол» Тонского района Киргизской ССР | 22.03.1966      | [ ГС 28 ]  |
| 28        | Муковников Борис Григорьевич         | 24.07.1916 — 18.03.1993 | Капитан малого рыболовного сейнера колхоза имени Кирова Елизовского района Камчатской области | 02.03.1957      | [ ГС 29 ]  |
| 29        | Муконин Николай Фёдорович            | 13.05.1931 — 24.12.2014 | Старший мастер Воронежского механического завода Министерства общего машиностроения СССР | 26.04.1971      | [ ГС 30 ]  |
| 30        | Мукушев Куйшубай                     | 15.08.1917 — ????       | Шофёр автобазы Атбасарского автотреста Министерства автомобильного транспорта и шоссейных дорог Казахской ССР, Целиноградская область                                                                                      | 05.10.1966      | [ ГС 31 ]  |
| 31        | Мукушев Шакен Шайкенович             | 15.06.1936 — 27.10.2003 | Бурильщик горно-обогатительного комбината «Каззолото» Министерства цветной металлургии СССР, Шортандинский район Целиноградской области                                                                                    | 30.03.1971      | [ ГС 32 ]  |
| 32        | Муллабаев Эргаш                      | род. 1926               | Бригадир кормодобывающей бригады колхоза имени Ленина Пролетарского района Таджикской ССР | 08.04.1971      |            |
| 33        | Муллаев Курбан                       | 1905—1984               | Председатель колхоза «Хакикат» Сыр-Дарьинского района Ташкентской области | 07.05.1951      | [ ГС 33 ]  |
| 34        | Муллаев Шарафудин Якубович           | 15.07.1929 — 10.06.2024 | Бригадир проходчиков Тырныаузского горнометаллургического комбината Министерства цветной металлургии СССР, Кабардино-Балкарская АССР                                                                                       | 30.03.1971      | [ ГС 34 ]  |
| 35        | Муллакаева Нурия Камалетдиновна      | 15.07.1931 — 04.11.2000 | Флотатор обогатительной фабрики Башкирского медно-серного комбината Министерства цветной металлургии СССР, гор. Сибай Башкирской АССР                                                                                      | 10.03.1976      | [ ГС 35 ]  |
| 36        | Мулявко Владимир Иванович            | род. 22.08.1938         | Старший чабан племенного завода «Коммунист» Акимовского района Запорожской области | 06.09.1973      | [ ГС 36 ]  |
| 37        | Мулярчук Дорофей Евсеевич            | 02.04.1887 — 27.02.1965 | Агроном колхоза «Червоний партизан» Улановкого района Винницкой области | 28.08.1952      | [ ГС 37 ]  |
| 38        | Муминов Джурабой                     | род. 1932               | Бригадир проходческой бригады рудника «Карамазар», Таджикская ССР | 28.05.1960      |            |
| 39        | Муминов Кабылджан                    | 1925 — 01.06.1986       | Модельщик Андижанского машиностроительного завода Среднеазиатского совнархоза | 01.03.1965      | [ ГС 38 ]  |
| 40        | Муминов Мусидин                      | 1912 — ????             | Бригадир полеводческой бригады колхоза «Москва» Тюря-Курганского района Наманганской области | 11.01.1957      | [ ГС 39 ]  |
| 41        | Муминов Усман                        | 28.09.1912 — 05.01.1973 | Первый секретарь Вахшского райкома Компартии Таджикистана | 03.04.1965      | [ ГС 40 ]  |
| 42        | Муминова Назокат                     | 1925 — ????             | Звеньевая колхоза имени М. Горького Ворошиловабадского района Сталинабадской области | 01.03.1948      | [ ГС 41 ]  |
| 43        | Мун Дя-Хен                           | 1887—1954               | Бригадир полеводческой бригады колхоза «МОПР» Каратальского района Талды-Курганской области | 28.03.1948      | [ ГС 42 ]  |
| 44        | Мун Ен Сик                           | 23.07.1903 — 18.09.1966 | Звеньевой колхоза имени Будённого Нижне-Чирчикского района Ташкентской области | 18.05.1949      | [ ГС 43 ]  |
| 45        | Мун Капитолина Ивановна              | 1925 — 04.03.1988       | Звеньевая колхоза «МОПР» Каратальского района Талды-Курганской области | 28.03.1948      | [ ГС 44 ]  |
| 46        | Мундагалиев Жангалей                 | 1909—1978               | Скотник колхоза имени Сталина Ташлинского района Чкаловской области | 26.08.1953      | [ ГС 45 ]  |
| 47        | Мундуспаева Джергал                  | род. 08.03.1935         | Доярка племзавода имени Стрельниковой Кантского района Киргизской ССР | 22.03.1966      | [ ГС 46 ]  |
| 48        | Мунтян Парасковия Сергеевна          | род. 1929               | Сортировщица табака Флорештского табачно-ферментационного завода Министерства пищевой промышленности Молдавской ССР | 21.07.1966      |            |
| 49        | Муравлёв Евгений Иванович            | 1906 — ????             | Директор хлопкового совхоза «Сталинабадский» Министерства хлопководства СССР, Гиссарский район Таджикской ССР | 10.05.1951      |            |
| 50        | Муравленко Виктор Иванович           | 25.12.1912 — 15.06.1977 | Начальник Главного Тюменского производственного управления по нефтяной и газовой промышленности Министерства нефтедобывающей промышленности СССР                                                                           | 23.05.1966      | [ ГС 47 ]  |
| 51        | Муравьёв Василий Иванович            | 06.02.1924 — 02.02.2004 | Слесарь Ижевского мотоциклетного завода Удмуртского совнархоза | 20.06.1958      | [ ГС 48 ]  |
| 52        | Муравьёв Дмитрий Георгиевич          | 26.09.1927 — 21.03.2009 | Генеральный директор Московского производственного объединения «Красный богатырь» Министерства нефтеперерабатывающей и нефтехимической промышленности СССР                                                                 | 10.03.1976      | [ ГС 49 ]  |
| 53        | Мурадов Анести Христофорович         | 1908—1990               | Колхозник колхоза имени Ворошилова Дагвинского сельсовета Кобулетского района Аджарской АССР | 29.08.1949      | [ ГС 50 ]  |
| 54        | Мурадов Ата                          | 1913 — ????             | Бригадир колхоза имени Тельмана Ленинского района Ташаузской области | 21.07.1950      | [ ГС 51 ]  |
| 55        | Мурадов Балта                        | 1908—1984               | Первый секретарь Чарджоуского райкома Компартии Туркменистана | 14.02.1957      | [ ГС 52 ]  |
| 56        | Мурадов Джалил Керим оглы            | 23.01.1903 — 23.12.1964 | Председатель колхоза имени Сталина Карягинского района Азербайджанской ССР | 10.03.1948      | [ ГС 53 ]  |
| 57        | Мурадов Латиф                        | 1913 — ????             | Председатель колхоза имени Сталина Гиссарского района Таджикской ССР | 17.01.1957      |            |
| 58        | Мурадов Маджит                       | 1920 — ????             | Бригадир полеводческой бригады колхоза имени Карла Маркса Ак-Дарьинского района Самаркандской области | 11.01.1957      | [ ГС 54 ]  |
| 59        | Мурадов Нуритдин Мурадович           | 1915 — 16.08.1974       | Первый секретарь Наманганского райкома Компартии Узбекистана, Наманганская область | 11.01.1957      | [ ГС 55 ]  |
| 60        | Мурадов Фарман Муса оглы             | 1906 — ?                | Звеньевой колхоза «Новый путь» Чуйского района Джамбулской области | 28.03.1948      | [ ГС 56 ]  |
| 61        | Мурадов Худайдод                     | 1900 — ????             | Звеньевой хлопкового совхоза «Курган-Тюбе» Министерства совхозов СССР, Курган-Тюбинский район Сталинабадской области | 01.04.1948      |            |
| 62        | Мурадов Худук                        | 1922—1987               | Председатель колхоза имени Куйбышева Тахтинского района Туркменской ССР | 16.03.1965      |            |
| 63        | Мурадов Черкес Муса оглы             | 1918 — ????             | Звеньевой колхоза «Новый путь» Чуйского района Джамбулской области | 28.03.1948      | [ ГС 57 ]  |
| 64        | Мурадова Ольга Петровна              | 1928—1990               | Колхозница колхоза имени Ворошилова Дагвинского сельсовета Кобулетского района Аджарской АССР | 29.08.1949      | [ ГС 58 ]  |
| 65        | Мурадханова Бадам Кадыр кызы         | род. 11.04.1924         | Звеньевая колхоза имени Азизбекова Куткашенского района Азербайджанской ССР | 17.06.1950      |            |
| 66        | Мурадян Андраник Казарович           | 1918 — ????             | Звеньевой колхоза «Парижская коммуна» Арташатского района Армянской ССР | 16.10.1950      | [ ГС 59 ]  |
| 67        | Муранова Ольга Фёдоровна             | род. 06.11.1921         | Бригадир мотальщиц Одесской джутовой фабрики Министерства лёгкой промышленности Украинской ССР | 09.06.1966      |            |
| 68        | Мураталиев Сапар                     | 1904 — ????             | Звеньевой колхоза имени Сталина Шаартузского района Сталинабадской области | 01.03.1948      |            |
| 69        | Муратбеков Бахтдавлят                | 1919 — ????             | Пастух совхоза «Булункуль» Мургабского района Горно-Бадахшанской автономной области | 03.04.1965      | [ ГС 60 ]  |
| 70        | Муратов Гайнутдин Габдрахманович     | 20.11.1913 — 06.06.1986 | Старший оператор Ново-Уфимского нефтеперерабатывающего завода Башкирского совнархоза | 19.03.1959      | [ ГС 61 ]  |
| 71        | Муратов Жаудат Латыпович             | 1928 — 17.12.1996       | Буровой мастер нефтеразведки «Малое Сабо» треста «Дальнефтеразведка» объединения «Сахалиннефть» Сахалинского совнархоза | 19.03.1959      | [ ГС 62 ]  |
| 72        | Муратов Фёдор Спиридонович           | 29.04.1921 — 01.09.1992 | Председатель колхоза имени Петровского Ахтырского района Сумской области | 31.12.1965      | [ ГС 63 ]  |
| 72.000002 | Мураховская Ефросинья Кузьминична    | 1912 — ????             | Звеньевая колхоза «Большевик» Купянского района Харьковской области | 16.02.1948      |            |
| 73        | Мураховский Всеволод Серафимович     | 20.10.1926 — 12.01.2017 | Первый секретарь Ставропольского крайкома КПСС | 12.03.1982      | [ ГС 64 ]  |
| 74        | Мурахтина Нина Петровна              | 11.10.1923 — 14.07.1989 | Рабочая Челябинского хлебозавода № 5 Министерства пищевой промышленности РСФСР | 26.04.1971      | [ ГС 65 ]  |
| 75        | Мурашкин Пётр Андреевич              | 18.05.1928 — 07.05.2015 | Токарь Горьковского машиностроительного завода имени Серго Орджоникидзе Министерства авиационной промышленности СССР | 16.01.1974      | [ ГС 66 ]  |
| 75.000003 | Мурашкина Александра Васильевна      | 18.01.1926 — 16.11.2012 | Звеньевая колхоза имени Ленина Грязнухинского района Алтайского края | 20.05.1949      | [ ГС 67 ]  |
| 76        | Мурашов Александр Васильевич         | 1916 — ????             | Бригадир комплексной бригады строительного управления № 2 треста «Качканаррудстрой», Свердловская область | 16.06.1964      | [ ГС 68 ]  |
| 77        | Мурашов Николай Семёнович            | 04.12.1919 — ????       | Бригадир колхоза «Новый путь» Брейтовского района Ярославской области | 28.03.1949      | [ ГС 69 ]  |
| 78        | Мурашов Сергей Иванович              | 1894 — 21.03.1967       | Старший производитель работ треста «Гордорстрой» № 1 Главмосстроя, гор. Москва | 01.02.1957      | [ ГС 70 ]  |
| 79        | Мургузов Гаджи Мурад Мамед оглы      | 18.08.1911 — ????       | Заведующий районным отделом сельского хозяйства Акстафинского района Азербайджанской ССР | 10.03.1948      |            |
| 80        | Мурзабабаева Мухаррам                | 1926 — ????             | Звеньевая колхоза имени Ленина Шахринауского района Сталинабадской области | 03.05.1949      | [ ГС 71 ]  |
| 81        | Мурзабеков Исмагул                   | 1900 — ????             | Председатель исполкома районного Совета депутатов трудящихся района имени 28 гвардейцев Талды-Курганской области | 28.03.1948      | [ ГС 72 ]  |
| 82        | Мурзагалиев Халил                    | 1911 — ????             | Главный ветврач районного отдела сельского хозяйства Таласского района Джамбулской области | 23.07.1948      | [ ГС 73 ]  |
| 83        | Мурзаева Зара Абдулвагабовна         | 10.06.1922 — 21.10.2009 | Бригадир полеводческой бригады Меркенского свеклосовхоза Министерства пищевой промышленности СССР, Меркенский район Джамбулской области                                                                                    | 08.05.1948      | [ ГС 74 ]  |
| 84        | Мурзак Василий Леонтьевич            | 14.04.1920 — 24.01.1996 | Машинист вагона-весов доменного цеха Криворожского металлургического завода, Днепропетровская область | 19.07.1958      | [ ГС 75 ]  |
| 85        | Мурзакматов Акун                     | 1914 — 1996             | Чабан колхоза имени Ленина Джумгальского района Тянь-Шаньской области | 16.10.1958      | [ ГС 76 ]  |
| 86        | Мурзалиев Зульпухар                  | 1902—1979               | Старший чабан овцеводческого совхоза «Сыр-Дарьинский» Министерства совхозов СССР, Сары-Агачский район Южно-Казахстанской области                                                                                           | 03.12.1949      | [ ГС 77 ]  |
| 87        | Мурзахметов Балгабай                 | 11.10.1925 — 03.01.2014 | Бригадир Тобольской дистанции пути Целинной железной дороги, Кустанайская область | 02.04.1981      | [ ГС 78 ]  |
| 88        | Мурзенко Владимир Григорьевич        | 26.04.1937 — 01.12.2017 | Бригадир горнорабочих очистного забоя шахтоуправления «Красный партизан» комбината «Свердловантрацит» Министерства угольной промышленности Украинской ССР, Ворошиловградская область                                       | 29.12.1973      | [ ГС 79 ]  |
| 89        | Мурзин Юрий Павлович                 | 21.07.1936 — 25.07.2012 | Бригадир проходчиков Управления № 10-А Главтоннельметростроя Министерства транспортного строительства СССР, Московская область                                                                                             | 11.08.1980      |            |
| 90        | Мурованая Александра Григорьевна     | 1919 — ????             | Звеньевая семеноводческого совхоза имени 2-й пятилетки Министерства совхозов СССР, Первомайский район Одесской области | 13.03.1948      | [ ГС 80 ]  |
| 91        | Мурсалимов Фатрахман Хабибрахманович | 26.08.1928 — 17.10.1995 | Шофёр автоколонны Оренбургского управления автомобильного транспорта Министерства автомобильного транспорта и шоссейных дорог РСФСР                                                                                        | 05.10.1966      | [ ГС 81 ]  |
| 92        | Муртазин Исхак Муртазинович          | 22.01.1895 — 06.04.1979 | Звеньевой полеводческого звена колхоза «Кураш» Хлебниковского района Марийской АССР | 18.03.1948      | [ ГС 82 ]  |
| 93        | Муруев Матвей Львович                | 14.10.1929 — 31.07.2008 | Старший табунщик колхоза «Путь к социализму» Нукутского аймака Усть-Ордынского Бурятского автономного округа Иркутской области                                                                                             | 27.06.1949      | [ ГС 83 ]  |
| 93.000004 | Мурчич Дарья Дмитриевна              | 05.05.1930 — 03.04.2015 | Рабочая Кохорского совхоза Министерства сельского хозяйства СССР, Гальский район Абхазской АССР | 05.07.1949      | [ ГС 84 ]  |
| 94        | Мурысев Александр Сергеевич          | 09.09.1915 — 13.11.1962 | Бывший секретарь партийного комитета управления строительства «Куйбышевгидрострой» Министерства электростанций СССР, ныне второй секретарь Куйбышевского обкома КПСС                                                       | 09.08.1958      | [ ГС 85 ]  |
| 95        | Муса-Заде Башир Геюш оглы            | 15.02.1904 — 1991       | Старший агроном зернового совхоза имени Орджоникидзе Министерства совхозов СССР, Азербайджанская ССР | 05.04.1948      | [ ГС 86 ]  |
| 96        | Мусагаджиев Гилал Мусагаджиевич      | 15.07.1926 — 27.02.2012 | Старший чабан колхоза «Правда» Дахадаевского района Дагестанской АССР | 08.04.1971      | [ ГС 87 ]  |
| 97        | Мусагалиев Яуда                      | 01.01.1928 — 2000       | Машинист горного комбайна шахты № 23 комбината «Карагандауголь» Министерства угольной промышленности СССР, Карагандинская область                                                                                          | 30.03.1971      | [ ГС 88 ]  |
| 98        | Мусаев Садык                         | 13.11.1909 — 04.09.1977 | Первый секретарь Янги-Юльского райкома Компартии Узбекистана, Ташкентская область | 11.01.1957      | [ ГС 89 ]  |
| 99        | Мусаев Тейиб Тагир оглы              | род. 25.05.1926         | Звеньевой колхоза имени Маленкова Белоканского района Азербайджанской ССР | 01.07.1949      |            |
| 100       | Мусаев Тишивай                       | 10.01.1894 — 17.01.1990 | Полевод колхоза «Кызыл-Шарк» Карасуйского района Ошской области | 20.03.1951      | [ ГС 90 ]  |
| 101       | Мусаев Убайдулла                     | 1914—1972               | Председатель исполкома Янги-Юльского районного Совета депутатов трудящихся Ташкентской области | 11.01.1957      | [ ГС 91 ]  |
| 102       | Мусаев Шамурат                       | 1890 — 1973             | Звеньевой колхоза имени Ахунбабаева Чимбайского района Кара-Калпакской АССР | 13.06.1950      | [ ГС 92 ]  |
| 103       | Мусаева Сифай Абдульфат кызы         | род. 15.06.1931         | Бригадир колхоза имени Кирова Пушкинского района Азербайджанской ССР | 30.04.1966      | [ ГС 93 ]  |
| 104       | Мусаинов Шаймерден                   | 22.11.1897 — 07.01.1978 | Старший чабан колхоза «Путь Ленина» Новочеркасского района Акмолинской области | 23.07.1948      | [ ГС 94 ]  |
| 105       | Мусакин Валериан Алексеевич          | 02.05.1910 — 11.09.1987 | Главный инженер треста «Губахшахтострой» Министерства строительства топливных предприятий СССР, Молотовская область | 28.08.1948      | [ ГС 95 ]  |
| 106       | Мусакова Месед Абдулмамед кызы       | 20.05.1910 — 30.11.1972 | Колхозница колхоза имени Карла Маркса Закатальского района Азербайджанской ССР | 30.04.1966      | [ ГС 96 ]  |
| 107       | Мусамухамедов Ризамат                | 25.02.1881 — 13.03.1979 | Старший консультант по виноградарству Министерства сельского хозяйства Узбекской ССР, гор. Ташкент | 05.11.1962      | [ ГС 97 ]  |
| 108       | Мусапиров Аппак                      | 1902 — ????             | Бригадир полеводческой бригады колхоза «Джана-Талап» Талды-Курганского района Талды-Курганской области | 28.03.1948      | [ ГС 98 ]  |
| 109       | Мусетов Десейке                      | 01.11.1917 — 08.04.1981 | Бригадир полеводческой бригады молочного совхоза «Северо-Любинский» Министерства совхозов СССР, Любинский район Омской области                                                                                             | 12.11.1951      | [ ГС 99 ]  |
| 110       | Мусиенко Геннадий Андреевич          | 24.12.1916 — 11.09.1989 | Первый секретарь Каховского райкома Компартии Украины, Херсонская область | 23.06.1966      | [ ГС 100 ] |
| 111       | Мусиенко Иван Данилович              | 01.01.1919 — 13.11.1990 | Председатель колхоза имени Ленина Белопольского района Сумской области | 31.12.1965      | [ ГС 101 ] |
| 112       | Мусин Амир Шагалеевич                | 05.07.1937 — 27.11.2017 | Старший оператор Уфимского нефтеперерабатывающего завода имени XXII съезда КПСС территориального объединения «Башнефтехимзаводы» Министерства нефтеперерабатывающей и нефтехимической промышленности СССР, Башкирская АССР | 13.06.1980      | [ ГС 102 ] |
| 113       | Мусин Латфулла Нугманович            | 07.11.1913 — 05.10.1997 | Председатель колхоза имени Кирова Муслюмовского района Татарской АССР | 08.04.1971      | [ ГС 103 ] |
| 114       | Мусин Шайхислям Серикжанович         | 01.01.1933 — 16.12.2004 | Директор совхоза «Кастекский» Джамбулского района Алма-Атинской области | 22.03.1966      | [ ГС 104 ] |
| 115       | Мусина Хайни-Жамал Оспановна         | 11.10.1940 — 02.07.2023 | Бригадир штукатуров передвижной механизированной колонны № 72 производственного управления «Петропавловсксельстрой» Министерства сельского строительства Казахской ССР, Северо-Казахстанская область                       | 19.03.1981      | [ ГС 105 ] |
| 116       | Мусипов Кажим (Хажим)                | 06.02.1912 — 08.01.1982 | Председатель сельхозартели имени Маленкова Кзылтуского района Кокчетавской области | 11.01.1957      | [ ГС 106 ] |
| 117       | Мусиралиев Байкошкар                 | 1897 — ????             | Председатель колхоза имени Чкалова Таласского района Джамбулской области | 23.07.1948      | [ ГС 107 ] |
| 118       | Муслиева Тамара Магомедовна          | род. 17.01.1937         | Звеньевая совхоза «Джалка» Шалинского района Чечено-Ингушской АССР | 31.12.1965      | [ ГС 108 ] |
| 119       | Муслимов Мажикен                     | род. 1929               | Старший вальцовщик Казахского металлургического завода Министерства чёрной металлургии СССР, Карагандинская область | 22.03.1966      | [ ГС 109 ] |
| 120       | Муслимов Юлдаш                       | род. 1939               | Старший машинист энергоблока Ташкентской ГРЭС Министерства энергетики и электрификации Узбекской ССР | 18.09.1985      | [ ГС 110 ] |
| 121       | Мусохранов Евгений Сергеевич         | род. 30.11.1937         | Бригадир горнорабочих очистного забоя шахты «Юбилейная» производственного объединения «Гидроуголь» Министерства угольной промышленности СССР, Кемеровская область                                                          | 23.01.1978      | [ ГС 111 ] |
| 122       | Мусралиев Молдахим                   | 1906—1976               | Председатель колхоза «Кзыл-Ту» Кегеньского района Алма-Атинской области | 23.07.1948      | [ ГС 112 ] |
| 123       | Мусрепов Габит Махмутович            | 22.03.1902 — 31.12.1985 | Писатель, общественный деятель, Председатель Президиума Верховного Совета Казахской ССР, академик Академии наук Казахской ССР, гор. Алма-Ата                                                                               | 27.09.1974      | [ ГС 113 ] |
| 124       | Мустапаева Балдырган                 | 01.05.1939 — 07.05.2006 | Поливальщица совхоза «Чиркейлийский» Теренозекского района Кзыл-Ординской области | 19.02.1981      | [ ГС 114 ] |
| 125       | Мустапаева Зейнекуль                 | 1921—1959               | Звеньевая колхоза «Кзыл-Сай» Меркенского района Джамбулской области | 28.03.1948      | [ ГС 115 ] |
| 126       | Мустафа Иван Корнеевич               | 1913—1973               | Бригадир слесарей-монтажников треста «Сибэнергомонтаж» Министерства строительства электростанций СССР, гор. Новосибирск | 20.09.1962      | [ ГС 116 ] |
| 127       | Мустафаев Кулам Сафар оглы           | 1904 — 08.07.1973       | Председатель исполнительного комитета Масаллинского районного Совета депутатов трудящихся Азербайджанской ССР | 01.07.1949      |            |
| 128       | Мустафаев Мехти Гасан оглы           | 15.09.1914 — 05.10.1979 | Секретарь Таузского райкома Компартии (большевиков) Азербайджана | 10.03.1948      | [ ГС 117 ] |
| 129       | Мустафаев Мирза Мустафа оглы         | 09.11.1912 — 18.06.1986 | Начальник нефтепромыслового управления имени 26 Бакинских Комиссаров Министерства нефтедобывающей промышленности Азербайджанской ССР                                                                                       | 23.05.1966      | [ ГС 118 ] |
| 130       | Мустафаев Мустафа Гасан оглы         | 1895 — 02.12.1963       | Старший чабан колхоза имени Кирова Кахского района Азербайджанской ССР | 21.11.1958      |            |
| 131       | Мустафаев Фейруз Раджаб оглы         | 18.10.1933 — 07.07.2018 | Первый секретарь Шемахинского райкома Компартии Азербайджана | 23.02.1981      | [ ГС 119 ] |
| 132       | Мустафаева Марза Махмуд кызы         | 1917 — ????             | Звеньевая колхоза имени Багирова Ноемберянского района Армянской ССР | 17.08.1950      | [ ГС 120 ] |
| 133       | Мустафаева Сурма Ахад кызы           | род. 01.07.1923         | Звеньевая колхоза имени Багирова Кюрдамирского района Азербайджанской ССР | 12.07.1950      |            |
| 134       | Мустафин Салим                       | 03.02.1912 — 11.09.2001 | Старший скотник совхоза «Покровский» Денисовского района Кустанайской области | 22.03.1966      | [ ГС 121 ] |
| 135       | Мустафин Тулебай                     | 21.08.1929 — 20.04.2007 | Тракторист совхоза «Благовещенский» Пресновского района Северо-Казахстанской области | 19.04.1967      | [ ГС 122 ] |
| 136       | Мустафинов Ахмед Нюрмухамедович      | 25.05.1904 — 22.10.1963 | Главный геолог объединения «Куйбышевнефть» Министерства нефтяной промышленности восточных районов СССР, Куйбышевская область                                                                                               | 08.05.1948      | [ ГС 123 ] |
| 137       | Мусуралиева Бакый                    | 15.10.1922 — 1992       | Чабан колхоза имени Жданова Ак-Талинского района Тянь-Шаньской области | 16.10.1958      | [ ГС 124 ] |
| 138       | Мусхелишвили Николай Иванович        | 16.02.1891 — 15.07.1976 | Директор Тбилисского математического института имени А. М. Размадзе, президент Академии наук Грузинской ССР | 10.06.1945      | [ ГС 125 ] |
| 139       | Муталимов Муса Махаевич              | 1927—2012               | Оператор по добыче нефти и газа Ногайского нефтегазодобывающего управления объединения «Дагнефть» Министерства нефтяной промышленности СССР, Дагестанская АССР                                                             | 30.03.1971      | [ ГС 126 ] |
| 140       | Муталова Замира                      | род. 1930               | Звеньевая колхоза имени Ильича Средне-Чирчикского района Ташкентской области | 19.03.1947      | [ ГС 127 ] |
| 141       | Мутидзе Джемал Хасанович             | 1927—1982               | Звеньевой колхоза имени Будённого Батумского района Аджарской АССР | 05.08.1949      | [ ГС 128 ] |
| 142       | Мутовин Степан Сергеевич             | 28.09.1917 — 20.12.1957 | Моторист бензопилы Богучанского леспромхоза Красноярского края | 05.10.1957      | [ ГС 129 ] |
| 143       | Муторина Любовь Евгеньевна           | 23.09.1900 — 10.08.1987 | Звеньевая семеноводческого колхоза имени Калинина Пучежского района Ивановской области | 09.06.1950      | [ ГС 130 ] |
| 144       | Муха Алексей Трофимович              | 18.01.1921 — 18.07.2004 | Комбайнёр колхоза «Шлях до комунизму» Магдалиновского района Днепропетровской области | 23.06.1966      | [ ГС 131 ] |
| 145       | Мухадов Баба                         | 1914 — ????             | Бригадир колхоза имени Тельмана Ленинского района Ташаузской области | 30.07.1951      | [ ГС 132 ] |
| 146       | Мухамбаев Акаш                       | 1922 — 26.08.1968       | Бурильщик Кульсаринской конторы бурения Западно-Казахстанского геологического управления Министерства геологии и охраны недр Казахской ССР, Гурьевская область                                                             | 29.04.1963      | [ ГС 133 ] |
| 147       | Мухамбеткалиев Султан                | 1906—1980               | Заведующий коневодством колхоза имени Чапаева Денгизского района Гурьевской области | 23.07.1948      | [ ГС 134 ] |
| 148       | Мухамеджанов Бапан                   | род. 1925               | Катодчик Усть-Каменогорского свинцово-цинкового комбината имени В. И. Ленина Министерства цветной металлургии Казахской ССР, Восточно-Казахстанская область                                                                | 29.12.1973      | [ ГС 135 ] |
| 149       | Мухамеджанов Кабжан Мухамеджанович   | 05.10.1913 — 1984       | Начальник Чимкентского отделения Казахской железной дороги, Чимкентская область | 04.05.1971      | [ ГС 136 ] |
| 150       | Мухамедов Умарали                    | 1913 — ????             | Бригадир полеводческой бригады колхоза имени Калинина Октябрьского района Ташкентской области | 11.01.1957      | [ ГС 137 ] |
| 151       | Мухаметдинов Шамиль Галиахметович    | 02.11.1924 — 28.02.2015 | Старший аппаратчик Чапаевского завода химических удобрений Министерства химической промышленности СССР, Куйбышевская область                                                                                               | 20.04.1971      | [ ГС 138 ] |
| 152       | Мухаметдинова Сагида Хашимовна       | 25.09.1931 — 19.03.2018 | Канатчица Белорецкого металлургического комбината имени М. И. Калинина Министерства чёрной металлургии СССР, Башкирская АССР                                                                                               | 02.03.1981      | [ ГС 139 ] |
| 153       | Мухаметзянова Легия Файзрахмановна   | род. 25.05.1935         | Старший мастер Казанского химического завода имени В. И. Ленина Министерства машиностроения СССР, Татарская АССР | 26.04.1971      | [ ГС 140 ] |
| 154       | Муханов Амангали Давилович           | род. 1926               | Старший чабан совхоза «Октябрьский» Октябрьского района Оренбургской области | 22.03.1966      | [ ГС 141 ] |
| 155       | Муханов Горлы                        | 1905 — ????             | Звеньевой колхоза «Большевик» Куня-Ургенчского района Ташаузской области | 30.07.1951      | [ ГС 142 ] |
| 156       | Муханов Григорий Васильевич          | 03.01.1931 — 01.04.1987 | Генеральный директор Московского производственного обувного объединения «Заря» Министерства лёгкой промышленности РСФСР | 16.01.1981      | [ ГС 143 ] |
| 157       | Муханов Николай Иванович             | 25.08.1925 — 10.10.2011 | Мастер гидрометаллургического завода Горно-химического комбината Министерства среднего машиностроения СССР, Красноярский край                                                                                              | 29.07.1966      | [ ГС 144 ] |
| 158       | Мухарев Александр Максимович         | 1913 — 02.04.1991       | Бригадир тракторной бригады Прокопьевской МТС Кемеровской области | 25.02.1949      | [ ГС 145 ] |
| 159       | Мухарев Фёдор Максимович             | 1916 — 05.04.1980       | Тракторист Прокопьевской МТС Кемеровской области | 25.02.1949      | [ ГС 146 ] |
| 160       | Мухатов Велимухамед                  | 05.05.1916 — 06.01.2005 | Композитор, профессор кафедры теоретико-композиторского факультета Туркменского педагогического института искусств, народный артист СССР, гор. Ашхабад                                                                     | 03.05.1986      | [ ГС 147 ] |
| 161       | Мухашаврия Севериан Моисеевич        | 1909 — ????             | Председатель колхоза «Ахалгаздра Комунисти» Махарадзевского района Грузинской ССР | 29.08.1949      | [ ГС 148 ] |
| 162       | Мухидинов Санг                       | 1917 — ????             | Звеньевой колхоза имени Орджоникидзе Гиссарского района Сталинабадской области | 01.03.1948      |            |
| 163       | Мухин Илларион Тимофеевич            | 05.11.1903 — 29.09.1986 | Заведующий Ухтомским районным отделом сельского хозяйства Московской области | 07.04.1949      | [ ГС 149 ] |
| 164       | Мухин Николай Данилович              | 1927 — 29.09.1991       | Буровой мастер конторы разведочного бурения № 1 треста «Куйбышевнефтеразведка» объединения «Куйбышевнефть» Министерства нефтедобывающей промышленности СССР, Куйбышевская область                                          | 23.05.1966      | [ ГС 150 ] |
| 165       | Мухин Николай Дмитриевич             | 15.02.1907 — 03.03.1996 | Заместитель директора Белорусского научно-исследовательского института земледелия, гор. Минск | 12.12.1973      | [ ГС 151 ] |
| 166       | Мухина Елена Александровна           | 1907 — ????             | Бригадир молочной фермы № 2 подсобного хозяйства «Первомайское» хозяйственного управления Комитета государственной безопасности при Совете Министров СССР, Ленинский район Московской области                              | 05.08.1954      | [ ГС 152 ] |
| 167       | Мухина Зинаида Григорьевна           | 28.09.1925 — 16.04.2013 | Токарь-наладчик Пермского машиностроительного завода имени Ф. Э. Дзержинского Министерства машиностроения СССР | 26.04.1971      | [ ГС 153 ] |
| 168       | Мухина Нина Ивановна                 | 06.07.1923 — 06.07.1961 | Звеньевая семеноводческого колхоза «Красный партизан» Тарского района Омской области | 05.07.1950      | [ ГС 154 ] |
| 169       | Мухлынин Анатолий Афанасьевич        | 15.07.1929 — ????       | Сталевар Верх-Исетского металлургического завода Министерства чёрной металлургии СССР, Свердловская область | 22.03.1966      | [ ГС 155 ] |
| 170       | Мухортов Иван Степанович             | 1915 — ????             | Машинист тепловоза локомотивного депо Мары Среднеазиатской железной дороги, Туркменская ССР | 04.08.1966      | [ ГС 156 ] |
| 171       | Мухортова Мария Лукьяновна           | 13.06.1916 — 28.01.2009 | Звеньевая свеклосовхоза имени Микояна Министерства пищевой промышленности СССР, Кореновский район Краснодарского края | 19.05.1948      | [ ГС 157 ] |
| 172       | Мухсимов Бактигерей                  | 10.06.1939 — 07.08.2005 | Старший чабан совхоза «Тайпакский» Тайпакского района Уральской области | 22.03.1966      | [ ГС 158 ] |
| 173       | Мухтаров Саиб-Гусейн Фармуд оглы     | 04.03.1906 — 09.07.1971 | Сверловщик Кишлинского машиностроительного завода Министерства химического и нефтяного машиностроения СССР, гор. Баку Азербайджанской ССР                                                                                  | 20.04.1971      | [ ГС 159 ] |
| 174       | Мухтаров Тюленбай                    | 15.07.1926 — 09.03.2016 | Старший чабан совхоза «Камаганский» Куртамышского района Курганской области | 22.03.1966      | [ ГС 160 ] |
| 175       | Мухтаров Хасан                       | 1928 — ????             | Бригадир колхоза «Кызыл Октябрь» Кумкурганского района Сурхандарьинской области | 26.02.1981      | [ ГС 161 ] |
| 176       | Мухтарова Ксения Петровна            | 08.02.1898 — 12.11.1988 | Звеньевая колхоза «Ленинский путь» Гжатского района Смоленской области | 16.03.1949      | [ ГС 162 ] |
| 177       | Мухутдинов Хаким Гайфуллинович       | 22.07.1922 — 26.05.1988 | Комбайнёр Учалинской МТС Башкирской АССР | 23.08.1951      | [ ГС 163 ] |
| 178       | Мушенко Мария Илларионовна           | 28.08.1917 — 10.12.1992 | Бригадир полеводческой бригады колхоза имени XXII съезда КПСС Калиновского района Винницкой области | 08.04.1971      | [ ГС 164 ] |
| 179       | Мушинский Антон Александрович        | 22.01.1919 — ????       | Слесарь-наладчик Степановского сахарного завода Министерства пищевой промышленности Украинской ССР, Винницкий район Винницкой области                                                                                      | 26.04.1971      | [ ГС 165 ] |
| 180       | Мушкудиани Александр Григорьевич     | 1906 — ????             | Звеньевой колхоза имени Калинина Маяковского района Грузинской ССР | 09.08.1949      | [ ГС 166 ] |
| 181       | Мушкудиани Александр Ясонович        | 1922 — ????             | Звеньевой колхоза «Комунизмисакен» Цагерского района Грузинской ССР | 09.08.1949      | [ ГС 167 ] |
| 182       | Мушкудиани Григорий Константинович   | 1894 — ????             | Звеньевой колхоза «Цинсвла» Кутаисского района Грузинской ССР | 09.08.1949      |            |
| 183       | Мушкудиани Ольга Грамитоновна        | 1914 — ????             | Колхозница колхоза имени Стуруа Цулукидзевского района Грузинской ССР | 19.07.1950      | [ ГС 168 ] |
| 184       | Мхецадзе Анна Серапионовна           | род. 1926               | Колхозница колхоза «Цители Варсквлави» Кутаисского района Грузинской ССР | 05.07.1951      |            |
| 185       | Мхитаров Арам Филиппович             | 1900 — ????             | Звеньевой колхоза имени Шаумяна, гор. Кизляр Грозненской области | 12.07.1950      | [ ГС 169 ] |
| 186       | Мчедлишвили Арчил Алексеевич         | 1908 — ????             | Бригадир рабочих Тбилисского мясокомбината Министерства мясной и молочной промышленности Грузинской ССР | 26.04.1971      |            |
| 187       | Мчедлишвили Георгий Захарович        | 1912 — ????             | Бригадир колхоза имени Тельмана Лагодехского района Грузинской ССР | 21.02.1948      | [ ГС 170 ] |
| 188       | Мчедлишвили Николай Сабаевич         | 1915 — ????             | Звеньевой колхоза «Ленинис андердзи» Лагодехского района Грузинской ССР | 03.07.1950      | [ ГС 171 ] |
| 189       | Мчедлишвили Пипо Сосиевич            | 1900 — ????             | Звеньевой колхоза имени Сталина Сигнахского района Грузинской ССР | 03.05.1949      | [ ГС 172 ] |
| 190       | Мшвидобадзе Василий Иосифович        | 1905 — ????             | Заведующий отделением Чаквинского совхоза имени Ленина Министерства сельского хозяйства СССР, Кобулетский район Аджарской АССР                                                                                             | 05.07.1949      | [ ГС 173 ] |
| 191       | Мшвидобадзе Матрона Михайловна       | 1898 — ????             | Звеньевая колхоза имени Махарадзе Ланчхутского района Грузинской ССР | 29.08.1949      | [ ГС 174 ] |
| 192       | Мшвилдадзе Василий Порфирьевич       | 1916 — ????             | Звеньевой колхоза имени Орджоникидзе Обчинского сельсовета Маяковского района Грузинской ССР | 09.08.1949      | [ ГС 175 ] |
| 193       | Мшвилдадзе Леван Александрович       | 1909 — ????             | Звеньевой колхоза имени 18 партсъезда Маяковского района Грузинской ССР | 09.08.1949      | [ ГС 176 ] |
| 194       | Мыканова Кайша                       | 1907 — 12.04.1980       | Старший чабан Фурмановского овцесовхоза Западно-Казахстанской области | 29.03.1958      | [ ГС 177 ] |
| 195       | Мыкытей Мария Дмитриевна             | 26.03.1931 — 13.05.1996 | Звеньевая колхоза имени 29-летия Советской Армии Заставновского района Черновицкой области | 07.06.1950      | [ ГС 178 ] |
| 196       | Мылько Нестор Данилович              | 01.03.1912 — 24.01.2003 | Председатель Каневского райисполкома Краснодарского края | 31.10.1957      | [ ГС 179 ] |
| 197       | Мыльников Андрей Андреевич           | 22.02.1919 — 16.05.2012 | Академик Академии художеств СССР, заведующий кафедрой Института живописи, скульптуры и архитектуры имени И. Е. Репина, гор. Ленинград                                                                                      | 26.02.1990      | [ ГС 180 ] |
| 198       | Мындру Николай Георгиевич            | 15.02.1928 — 07.02.2002 | Председатель колхоза «Прогресс» Измаильского района Одесской области | 23.06.1966      | [ ГС 181 ] |
| 199       | Мынжасаров Мукуш                     | 1881 — ????             | Старший чабан каракулеводческого совхоза «Таласский» Министерства совхозов СССР, Таласский район Джамбулской области | 01.12.1949      | [ ГС 182 ] |
| 200       | Мынза Николай Иванович               | 1923 — ????             | Тракторист колхоза «Земледелец» Алгинского района Актюбинской области | 19.04.1967      | [ ГС 183 ] |
| 201       | Мынзу Владимир Георгиевич            | 16.02.1931 — 13.02.2001 | Бригадир штукатуров строительного треста «Таллинстрой» Министерства строительства Эстонской ССР, гор. Таллин | 17.07.1980      | [ ГС 184 ] |
| 202       | Мырза Мария Петровна                 | род. 25.02.1921         | Звеньевая колхоза имени Кагановича Кировоградской области | 25.09.1948      |            |
| 203       | Мырзакулов Болтабай                  | род. 05.08.1928         | Старший чабан колхоза имени Ворошилова Кировского района Фрунзенской области | 15.02.1957      | [ ГС 185 ] |
| 204       | Мырзакулов Керимбай                  | 1907—1959               | Звеньевой колхоза «Красная звезда» Джамбулского района Джамбулской области | 28.03.1948      | [ ГС 186 ] |
| 205       | Мырзалиев Уалий                      | 1886 — 12.09.1966       | Заведующий коневодством колхоза «Кзыл-Чарва» Луговского района Джамбулской области | 23.07.1948      | [ ГС 187 ] |
| 206       | Мырзахметова Мариям                  | 1903 — 03.01.1996       | Звеньевая колхоза «Интымак» Джамбулского района Джамбулской области | 28.03.1948      | [ ГС 188 ] |
| 207       | Мырзашев Рысбек                      | 26.02.1932 — 18.04.1987 | Первый секретарь Есильского райкома Компартии Казахстана, Тургайская область | 13.12.1972      | [ ГС 189 ] |
| 208       | Мысин Иван Максимович                | 02.09.1911 — 03.06.2011 | Начальник цеха Усольского солевыварочного завода Министерства пищевой промышленности РСФСР, Иркутская область | 26.04.1971      | [ ГС 190 ] |
| 209       | Мысливец Валентина Петровна          | 10.03.1918 — 24.08.2011 | Доярка Дзержинской госплемстанции Дзержинского района Минской области | 22.03.1966      | [ ГС 191 ] |
| 210       | Мысова Зоя Сергеевна                 | 24.12.1913 — 11.05.1997 | Садчица сушильно-печного цеха завода «Магнезит» Челябинского совнархоза | 19.07.1958      | [ ГС 192 ] |
| 211       | Мыссыева Солтан Гозель               | 1921 — ????             | Звеньевая колхоза «Сынпы-Гореш» Марыйского района Марыйской области | 11.06.1949      | [ ГС 193 ] |
| 212       | Мышанов Бакен                        | 1929 — 12.11.2018       | Старший чабан совхоза «Каракенгирский» Джездинского района Карагандинской области | 22.03.1966      | [ ГС 194 ] |
| 213       | Мышастый Константин Никифорович      | 1910 — 20.04.1955       | Паровозный машинист депо Малоярославец Московско-Киевской железной дороги, Московская область | 05.11.1943      | [ ГС 195 ] |
| 214       | Мышенков Анатолий Александрович      | 01.03.1928 — 07.02.2003 | Бригадир слесарей-монтажников Первого Череповецкого специализированного монтажного управления треста «Металлургпрокатмонтаж» Министерства монтажных и специальных строительных работ СССР, Вологодская область             | 09.04.1981      | [ ГС 196 ] |
| 215       | Мышко Евдоким Михайлович             | 01.07.1907 — 10.07.1990 | Мастер экскаватора ЭШ-10/75 разреза № 1 треста «Вахрушевуголь» комбината «Свердловскуголь» Министерства угольной промышленности СССР, Свердловская область                                                                 | 26.04.1957      | [ ГС 197 ] |
| 216       | Мюрисеп Василий Александрович        | 01.09.1910 — 22.10.1995 | Главный технолог Горьковского авиационного завода имени С. Орджоникидзе Министерства авиационной промышленности СССР | 26.04.1971      | [ ГС 198 ] |
| 217       | Мягкова Галина Павловна              | 25.10.1928 — 09.04.1980 | Электросварщица Минского тракторного завода Министерства тракторного и сельскохозяйственного машиностроения СССР | 05.04.1971      | [ ГС 199 ] |
| 218       | Мягкоголов Максим Тихонович          | 1912 — ????             | Бригадир тракторной бригады Бердянской МТС Зачепиловского района Харьковской области | 18.06.1949      |            |
| 219       | Мязитова Халифа Мусеевна             | 20.01.1918 — 20.07.2001 | Доярка колхоза «Искра» Сосновоборского района Пензенской области | 22.03.1966      | [ ГС 200 ] |
| 220       | Мяктинов Пётр Сергеевич              | 10.07.1923 — 11.03.2006 | Бригадир проходчиков горных выработок шахты Северо-Изваринская № 1 треста «Донецкуголь» комбината «Ростовуголь» Министерства угольной промышленности СССР, Ростовская область                                              | 29.06.1966      | [ ГС 201 ] |
| 221       | Мякуш Ярослав-Стах Антонович         | род. 04.03.1938         | Бригадир комплексной бригады специализированного управления земляных работ № 4 сварочно-монтажного треста Министерства строительства предприятий нефтяной и газовой промышленности СССР, Коми АССР                         | 02.03.1981      | [ ГС 202 ] |
| 222       | Мякяряйнен Нина Андреевна            | 12.05.1929 — 25.12.1996 | Птичница птицефабрики «Петрозаводская» Прионежского района Карельской АССР | 10.03.1976      | [ ГС 203 ] |
| 223       | Мямлина Людмила Ивановна             | 14.01.1914 — 09.07.1992 | Зоотехник-селекционер племсовхоза Матусовского сахарного комбината Шполянского района Черкасской области | 07.03.1960      |            |
| 224       | Мясищев Владимир Антонович           | 1913 — ????             | Машинист комбайна шахты № 2—7 треста «Рутченковуголь» Министерства угольной промышленности Украинской ССР, Сталинская область                                                                                              | 26.04.1957      | [ ГС 204 ] |
| 225       | Мясищев Владимир Михайлович          | 28.09.1902 — 14.10.1978 | Генеральный конструктор ОКБ-23 Министерства авиационной промышленности СССР, генерал-майор-инженер, Московская область | 12.07.1957      | [ ГС 205 ] |
| 226       | Мясников Александр Николаевич        | 26.10.1910 — 1984       | Старший вальцовщик прокатного стана завода «Большевик», гор. Ленинград | 19.07.1958      | [ ГС 206 ] |
| 227       | Мясников Василий Васильевич          | 01.01.1920 — 03.10.2005 | Слесарь Белгородского котлостроительного завода Министерства тяжёлого, энергетического и транспортного машиностроения СССР                                                                                                 | 05.04.1971      | [ ГС 207 ] |
| 228       | Мясников Дмитрий Ермолаевич          | 05.07.1927 — 24.06.1992 | Звеньевой колхоза «Путь Ильича» Дзержинского района Омской области | 08.03.1948      | [ ГС 208 ] |
| 229       | Мясников Никифор Дмитриевич          | 13.03.1914 — 10.05.1990 | Управляющий трестом «Красноярскалюминстрой», Красноярский край | 11.08.1966      | [ ГС 209 ] |
| 230       | Мясникова Анастасия Тихоновна        | 1901—1990               | Бригадир племенного молочного совхоза «Омский» № 54 Министерства совхозов СССР, Омский район Омской области | 01.12.1949      | [ ГС 210 ] |
| 231       | Мясоедов Василий Ильич               | 22.12.1919 — 01.04.1976 | Звеньевой колхоза «Красный партизан» Новосибирского района Новосибирской области | 20.03.1949      | [ ГС 211 ] |
| 232       | Мясоедов Евгений Иванович            | 27.12.1915 — 25.05.1990 | Токарь завода «Дагдизель» Министерства судостроительной промышленности СССР, гор. Каспийск Дагестанской АССР | 26.04.1971      | [ ГС 212 ] |
| 233       | Мячин Николай Григорьевич            | 1925 — 26.07.1982       | Слесарь-инструментальщик Московского автомобильного завода имени И. А. Лихачёва (производственное объединение ЗИЛ) Министерства автомобильной промышленности СССР, гор. Москва                                             | 27.04.1976      | [ ГС 213 ] |
| 234       | Мячин Николай Фёдорович              | род. 14.07.1948         | Монтажник мостостроительного отряда № 45 мостостроительного треста № 9 Министерства транспортного строительства СССР, Иркутская область                                                                                    | 10.08.1990      | [ ГС 214 ] |

| Навигационная таблица | Навигационная таблица |
| --------------------- | --------------------- |
| «М»                   | Маады — Макушев       |
| «М»                   | Малай — Манякин       |
| «М»                   | Мараев — Маяцкий      |
| «М»                   | Мгеладзе — Мжавия     |
| «М»                   | Мигаев — Мищихин      |
| «М»                   | Мкртычян — Мощенков   |
| «М»                   | Мравинский — Мячин    |